# Docalidia zanolae
Docalidia zanolae är en insektsart som beskrevs av Nielson 1990. Docalidia zanolae ingår i släktet Docalidia och familjen dvärgstritar. Inga underarter finns listade i Catalogue of Life.